# Otto Kohlrausch
Pour les articles homonymes, voir Kohlrausch.
Otto Ludwig Bernhard Kohlrausch (20 mars 1811 - 14 novembre 1854), natif de Barmen (actuellement district de Wuppertal) était un médecin et chirurgien allemand.

## Biographie
Otto Kohlrausch appartient à la famille Kohlrausch qui a donné plusieurs professeurs et chercheurs renommés. Il était notamment l'oncle du physicien Friedrich Kohlrausch (1840-1910).
Il étudia les sciences naturelles à l’Université de Bonn et la médecine à l’Université Georg-August de Göttingen. Il commença la pratique médicale à Hanovre en 1835 et, avec le soutien du gouvernement, fonda un établissement thermal sanitaire à Bad Rehburg en 1841.
Il a donné son nom aux valvules de Kohlrausch (ou de Houston), plus fréquemment appelées en français "plis transverses", qui sont des structures anatomiques du rectum. Il a également donné son nom aux muscles de Kohlrausch – muscles longitudinaux de la paroi rectale.

## Abrégé des publications
- Physiologie und Chemie in ihrer gegenwärtigen Stellung (La physiologie et la chimie contemporaines), (Göttingen 1844)
- Zur Anatomie und Physiologie der Beckenorgane (Anatomie et physiologie des organes pelviens), (Leipzig 1854)